# Fermata (codice della strada)

Segnale stradale italiano che prescrive il divieto di sosta e di fermata, permanente e con rimozione coatta

La fermata è, secondo il codice della strada italiano, la temporanea sospensione della marcia al solo fine di consentire la salita e la discesa di passeggeri oppure altre esigenze di brevissima durata. La fermata deve comunque avvenire senza che sia arrecato intralcio alla circolazione pedonale e veicolare ed il conducente deve sempre rimanere a bordo del mezzo ed essere in grado di riprendere la marcia in qualsiasi momento. 

Non rientrano nella definizione di fermata le sospensioni della marcia dovute ad esigenze di traffico; ad esempio, non è sanzionabile l'automobilista che sospenda la marcia in divieto di fermata se è costretto a farlo dal semaforo rosso o dal traffico intenso.

La fermata può essere effettuata anche nelle aree in cui sia vietata la sosta e il veicolo deve essere collocato, salvo diversa segnalazione, il  più vicino possibile al margine destro della carreggiata.

## Divieti
Nei seguenti casi, salvo diversa segnalazione, sono vietate la fermata e la sosta dei veicoli:
- ovunque la fermata sia vietata dall'apposito segnale;[3]
- in corrispondenza di passaggi a livello o sui binari di treni e tram;[4]
- nelle gallerie, nei sottovia;[4]
- sotto i sovrappassaggi, sotto i fornici e sotto i portici;[4]
- sui dossi;[4]
- nelle curve;[4]
- sui marciapiedi, tranne nel caso in cui siano tracciati gli stalli;[4]
- lungo i passaggi pedonali;[4][5]
- in prossimità e in corrispondenza di segnali stradali verticali e semaforici in modo da occultarne la vista;[4]
- in corrispondenza dei segnali orizzontali di preselezione;[4]
- lungo le corsie di canalizzazione;[4]
- in prossimità delle intersezioni (nei centri abitatati a meno di 5 metri dalle medesime);[4]
- sugli attraversamenti pedonali e ciclabili;[4]
- sulle piste ciclabili ed ai loro sbocchi;[4]
- lungo le corsie ciclabili;[6][7]
- negli spazi riservati alla ricarica dei veicoli elettrici;[4]
- lungo le carreggiate delle autostrade, sulle rampe e sugli svincoli.[8]

| Esempi di utilizzo del segnale divieto di fermata coi pannelli integrativi   | Esempi di utilizzo del segnale divieto di fermata coi pannelli integrativi | Esempi di utilizzo del segnale divieto di fermata coi pannelli integrativi | Esempi di utilizzo del segnale divieto di fermata coi pannelli integrativi |
| ---------------------------------------------------------------------------- | -------------------------------------------------------------------------- | -------------------------------------------------------------------------- | -------------------------------------------------------------------------- |
|                                                                              |                                                                            |                                                                            |                                                                            |
| Divieto di fermata limitato a specifica fascia oraria (con rimozione coatta) | Divieto di fermata per autoarticolati (con rimozione coatta)               | Divieto di fermata eccetto autobus (con rimozione coatta)                  |                                                                            |

Se un veicolo viene lasciato in sosta in area dove vige il divieto di fermata, è sempre disposta la rimozione del mezzo.

## Obblighi del conducente
Nelle strade prive di marciapiede fisico, il conducente che effettua la fermata (come pure la sosta) deve lasciare uno spazio di almeno un metro sulla propria destra.

Fuori dai centri abitati, la fermata deve avvenire fuori dalle carreggiate, ma non sulle banchine, a meno che non sia diversamente indicato dalla prescritta segnaletica. Se non è possibile collocare il veicolo fuori dalla carreggiata, la fermata può avvenire sul margine destro.

Al pari della sosta, il conducente che effettua la fermata deve fare il possibile per evitare incidenti oppure l'uso del veicolo senza il suo consenso.